# مقاطعة ليكا سني

موقع المقاطعة بالنسبة لكرواتيا.

مقاطعة ليكا سني (بالكرواتية: Ličko-senjska županija) هي إحدى مقاطعات كرواتيا ومركزها مدينة غوسبيتش. تضم المقاطعة معظم منطقة الليكا التاريخية في كرواتيا وبعض من الشريط الشمالي الساحلي للبحر الأدرياتيكي مع الجزء الشمالي من جزيرة باغ.

## المساحة
تبلغ مساحة المقاطعة 5353 كيلومتر مربع.

## السكان
حسب إحصائية عام 2012 يبلغ عدد سكان المقاطعة 50927 نسمة.